# Memorial to the Engine Room Heroes of the Titanic

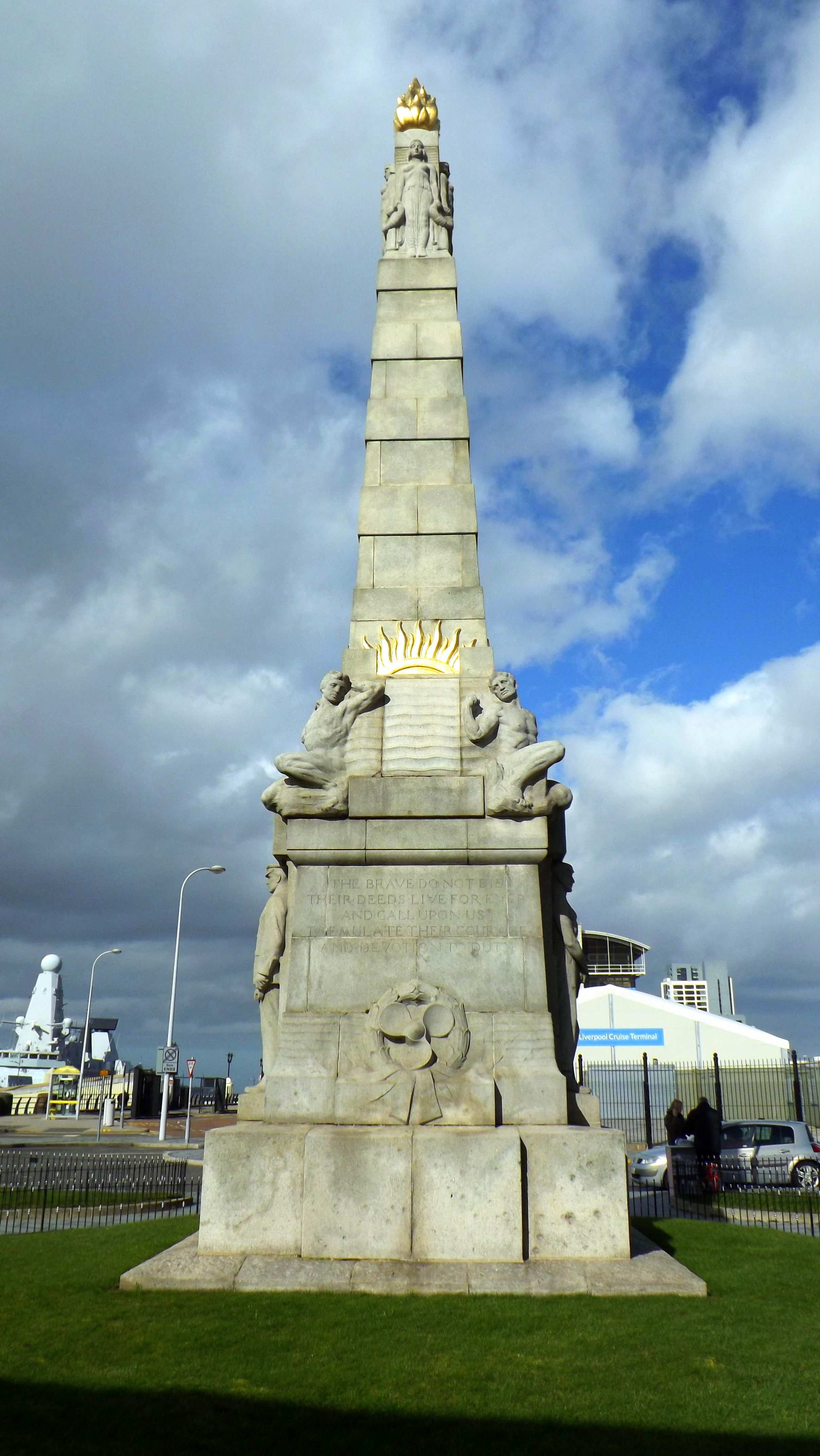
Il Memorial to the Engine Room Heroes of the Titanic

Il Memorial to the Engine Room Heroes of the Titanic è un monumento commemorativo in granito situato a St. Nicholas Place, Pier Head, Liverpool, in Inghilterra. La città è legata al tragico naufragio del RMS Titanic del 15 aprile 1912 perché la compagnia navale proprietaria del transatlantico, la White Star Line, fu fondata nel 1840 proprio a Liverpool, e anche perché nel suo porto avvenne l'immatricolazione del Titanic (sulla poppa era infatti presente la scritta "Titanic, Liverpool"). Il monumento è dedicato ai 244 macchinisti che sacrificarono la propria vita nel disastro per mantenere funzionante l'elettricità del transatlantico il più a lungo possibile. 

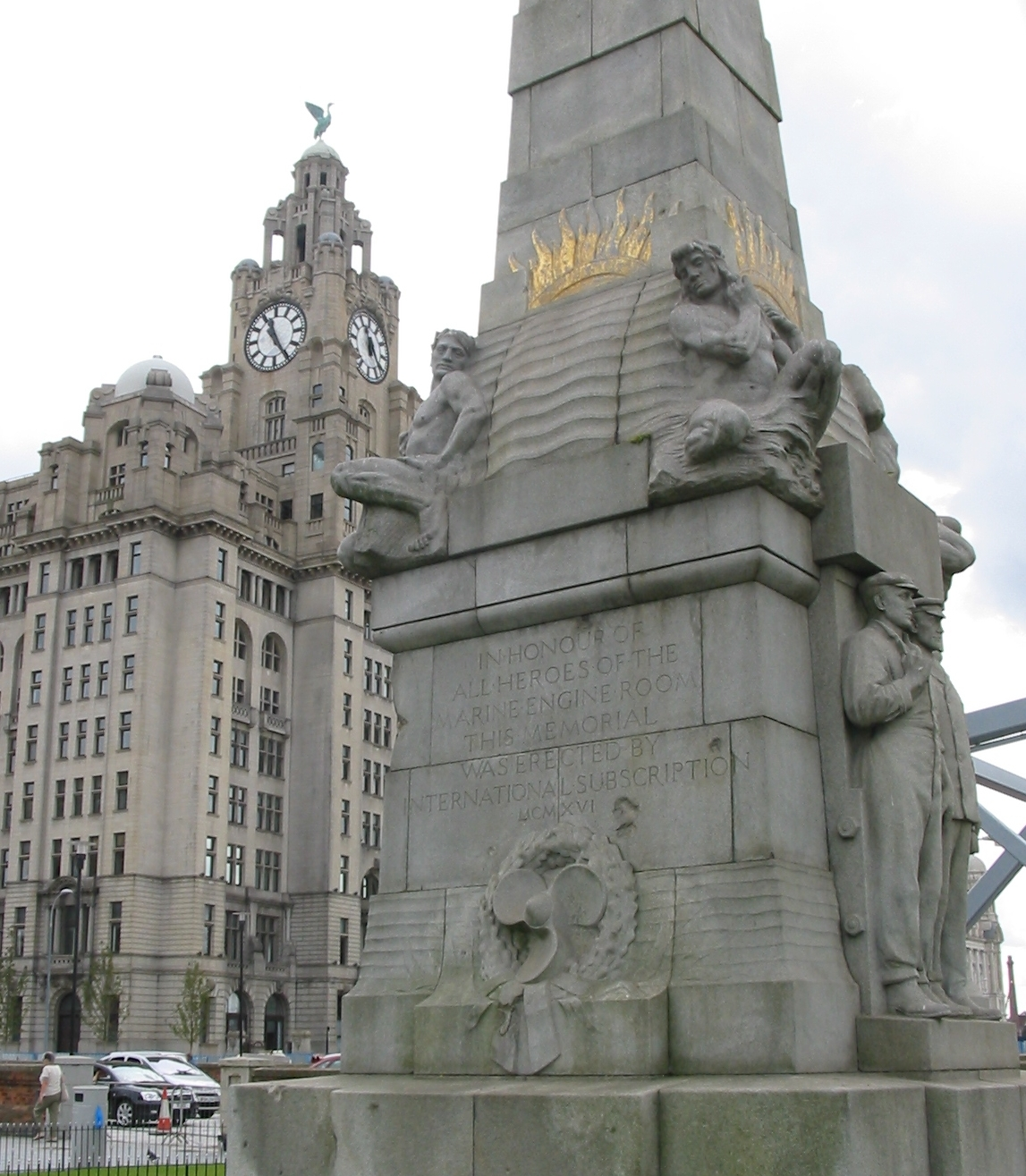
Dettaglio del monumento commemorativo, con il Royal Liver Building sullo sfondo

Il monumento, alto 14,6 metri, fu progettato da Sir William Goscombe John e costruito intorno al 1916. Sebbene sia stato dedicato inizialmente ai macchinisti del RMS Titanic, in seguito è stato esteso anche a quelli morti in servizio durante la prima guerra mondiale. Il monumento è un Listed building di Grade II*. Sul monumento sono ancora visibili i danni riportati durante la seconda guerra mondiale a causa dei bombardamenti.
Un altro monumento dedicato ai macchinisti del Titanic è presente a Southampton, il porto di partenza della nave durante il suo primo e ultimo viaggio.